# Tamasia furcilla
Tamasia furcilla är en nattsländeart som beskrevs av Arturs Neboiss 1984. Tamasia furcilla ingår i släktet Tamasia och familjen Calocidae. Inga underarter finns listade i Catalogue of Life.